# Sundhof
Sundhof ist eine Gehöftgruppe in der Gemarkung von Beuern, einem Stadtteil von Felsberg im nordhessischen Schwalm-Eder-Kreis. Der Weiler befindet sich an der Stelle einer kleinen, im 15. Jahrhundert wüst gefallenen Siedlung namens Sundheim.

## Geographische Lage
Der Weiler liegt etwa 0,7 km südwestlich von Beuern auf 230 m im Tal des Sonderbachs, der von Osten aus dem Markwald Beuerholz kommt und im Felsberger Stadtteil Gensungen als rechtsseitiger Zufluss in die Eder mündet.
Verkehrstechnisch liegt der Ort an der Gensunger Straße von Beuern nach Gensungen, einer Nebenstraße der wenige hundert Meter weiter nördlich verlaufenden Bundesstraße 253, die von Wabern kommend über Gensungen durch das Beuerholz zur Anschlussstelle 82 der Bundesautobahn 7 und weiter nach Melsungen führt.

## Geschichte

### Wüstung Sundheim
Angaben zur Geschichte des Orts sind sehr lückenhaft. Die erste urkundliche Erwähnung scheint die in einem Urbar des St.-Petri-Stifts in Fritzlar aus dem Jahr 1209 zu sein, demgemäß das Stift einen Zehnt in Suntheim bezog. Suntheim ist danach wohl erst im Jahre 1355 erneut urkundlich erwähnt, als Landgraf Heinrich II. von Hessen und sein Sohn und Mitregent Otto den dortigen Hof des Klosters Breitenau von allen Abgaben befreiten, die bisher die Einwohner von Gensungen gefordert hatten, sich selbst jedoch einen Zins und andere Rechte vorbehielten. Fünf Jahre später, am 14. April 1360, waren die Bewohner von Sundheim unter den Nutznießern der von Landgraf Heinrich II. und dessen Sohn Otto vollzogenen Übereignung des Markwalds Beuerholz an die Burgmannen und Bürgern der Stadt Felsberg und die Bewohner von Gensungen, Sundheim, Beuern, Heßlar und Melgershausen, womit die Landesherren offenbar ein altes Gewohnheitsrecht anerkannten. Im Jahre 1371 wird noch einmal bekundet, dass das Fritzlarer St.-Petri-Stift einen Zehnten aus Suntheim bezieht. Im 15. Jahrhundert fiel das kleine Dorf offensichtlich wüst, denn seine Rechte am Markwald fielen an das Dorf Helmshausen.

### Gutshof Sundhof
Für das Jahr 1525 findet sich dann jedoch an der Stelle des einstigen Dörfchens ein einzelner Hof, der sogenannte „Sonthoeb“, im Besitz des Klosters Breitenau, das dann bereits zwei Jahre später, im Oktober 1527, im Zuge der Reformation säkularisiert wurde. Offensichtlich wurde dieser Hof während oder bald nach der Stiftung des Hohen Hospitals Merxhausen im Jahre 1533 durch Landgraf Philipp dem Hospital übereignet; spätestens für das Jahr 1585, als dort zwei Hausgesesse erwähnt werden, ist dies urkundlich belegt. Auch das Felsberger Salbuch von 1579 erwähnt einen herrschaftlicher Hof, den „Sunthof“, mit eigener, von Beuern getrennter Gemarkung an der Stelle des einstigen Dorfs.
Im 18. und 19. Jahrhundert wurde der Hof von mehreren Generationen der Familie Strauch bewirtschaftet, ob als Pächter oder Besitzer ist unklar. Spätestens 1872 – und vermutlich bereits seit der Zeit des kurzlebigen Königreichs Westphalen (1807–1813) – war der Hof Staatsdomäne. 1843 lebten auf dem nach Beuern eingepfarrten Sundhof 8 Menschen, und auch 1849 wird die gleiche Zahl genannt. Danach scheint das Anwesen entweder aufgeteilt oder die Siedlung durch weitere Häuser erweitert worden zu sein, den laut der Volkszählung vom 1. Dezember 1871 lebten auf dem Sundhof in vier Wohnstätten insgesamt 39 Einwohner. Im Jahre 1895 wurden 4 Häuser mit 38 Einwohnern gezählt.
Koordinaten: 51° 7′ N, 9° 27′ O